# David Rozehnal
David Sebastian Rozehnal  (Šternberk, 1980. július 5. –) cseh válogatott labdarúgó.

## Sikerei, díjai

### Club Brugge KV
- Belga kupagyőztes: 2004
- Belga szuperkupa győztes: 2004, 2005
- Belga bajnokság győztes: 2004–05

### Paris Saint-Germain FC
- Francia kupagyőztes: 2006

### SS Lazio
- Olasz kupagyőztes: 2009

### Lille OSC
- Francia bajnokság győztes: 2010–11
- Francia kupagyőztes: 2011